# Kulpawn
Der Kulpawn (Schreibweise auch Kulpaw und Kulpwan) ist ein Fluss im Norden Ghanas in der Upper West Region. Er ist neben dem Roten Volta einer der größten Nebenflüsse des Weißen Volta.

## Verlauf
Der Kulpawn entspringt in der Nähe der Grenze zu Burkina Faso. Zunächst fließt der Kulpawn in südöstliche Richtung, bis er die Grenze zwischen der Upper West Region und der Northern Region erreicht. Hier knickt er nach Nordosten ab und bildet die Grenze zum bekannten Mole-Nationalpark. Nachdem er im Mole-Nationalpark einen kleinen See speist, fließt er als Zubringer direkt in den Weißen Volta und unter diesem Namen schließlich in den Volta-See bei der Stadt Yapei.
Er durchfließt das Gbele-Wildtierreservat und bildet in seinem Unterlauf die Nordgrenze des Mole-Nationalparks.

## Hydrometrie
In der Trockenzeit führt der Kulpawn nicht ständig Wasser. Die durchschnittliche monatliche Durchströmung des Kulpawn wurde an der hydrologischen Station bei Yagaba in m³/s, kurz vor der Einmündung des Sisili seines größten Nebenflusses gemessen.
- Diagrammdaten:
- Definition |
- Rohdaten |
- Hilfe